# ریکاردا لانگ
ریکاردا لانگ (انگلیسی: Ricarda Lang؛ زادۀ ۱۷ ژانویهٔ ۱۹۹۴) یکی از اعضای حزب سبز آلمان است که از سال ۲۰۲۱ نماینده بوندستاگ پارلمان فدرال آلمان از حوزه انتخابیه بادن-وورتمبرگ است و از طریق لیست حزبی وارد پارلمان شده‌است. ریکاردا لانگ از فوریه ۲۰۲۲ به همراه امید نوری‌پور به‌طور مشترک رهبران حزب سبز آلمان هستند. او پیش از این از سال ۲۰۱۹ تا ۲۰۲۱ معاون رهبر حزب و سخنگوی امور زنان و از سال ۲۰۱۷ تا ۲۰۱۹ یکی از رهبران شاخه جوانان حزب سبز بود.

## سنین جوانی و تحصیل
ریکاردا در فیلدراشتات به دنیا آمد. او توسط یک مادر مجرد که یک مددکار اجتماعی بود و در یک پناهگاه زنان کار می‌کرد بزرگ شد. پدر او یک مجسمه‌ساز بود که در سال ۲۰۱۹ درگذشت. پس از پایان دبیرستان در سال ۲۰۱۲، لانگ شروع به تحصیل در رشته حقوق ابتدا در دانشگاه هایدلبرگ و سپس در دانشگاه هومبولت برلین کرد، و در نهایت در سال ۲۰۱۹ بدون فارغ‌التحصیلی شدن ترک تحصیل کرد.

## زندگی شخصی
لانگ از سال ۲۰۱۴ در برلین زندگی می‌کند. او دوجنس گرا است و پس از انتخابش در سال ۲۰۲۱ اولین نماینده دوجنس گرای بوندستاگ شد. او در ۲۵ مارس ۲۰۲۳ نامزدی خود را با یک ریاضیدان شاغل در دانشگاه هانوفر اعلام کرد.

## زندگی سیاسی
لانگ در سال ۲۰۱۲ در سن ۱۸ سالگی به شاخه جوانان حزب سبزها پیوست. از سال ۲۰۱۴ تا ۲۰۱۵، لانگ سخنگوی انجمن دانشجویی سبزها بود. او از سال ۲۰۱۵ تا ۲۰۱۶ یکی از اعضای اجرایی سبزهای منطقه فریدریشزهاین-کرویتسبرگ بود. در نوامبر ۲۰۱۹، او به عنوان معاون رئیس حزب سبزها و سخنگوی سیاست زنان انتخاب شد.
لانگ در انتخابات پارلمان اروپا در سال ۲۰۱۹ در جایگاه بیست و پنجم لیست حزب سبزها ایستاد، اما انتخاب نشد. او با موفقیت برای بوندستاگ در انتخابات فدرال آلمان (۲۰۲۱) در رتبه دهم لیست بادن-وورتمبرگ نامزد شد. او همچنین در حوزه انتخابیه بک‌نانگ – شوابیش گموند با ۱۱٫۵ درصد آرا در جایگاه پنجم قرار گرفت. لانگ یکی از اعضای کمیته خانواده، سالمندان، زنان و جوانان و همچنین یکی از اعضای کمیته کار و امور اجتماعی است. در ۲۹ ژانویه ۲۰۲۲، لانگ بدون مخالف به همراه امید نوری پور به عنوان روئسای حزب سبزها انتخاب شد. آنها جانشین آنالنا بربوک و روبرت هابک شدند که پس از پیوستن به دولت اولاف شولتس از سمت خود کناره‌گیری کرده بودند.

## دیدگاه‌ها
لانگ نماینده جناح چپ حزب به حساب می‌آید. فعالیت‌های اصلی او در حوزه عدالت اجتماعی و سیاست اقلیمی است. او همچنین از فمینیسم، مثبت‌نگری به بدن و جنبش‌های اجتماعی دگرباشان جنسی حمایت می‌کند.
او منتقد رویکرد فردگرایی در سیاستگذاری است. برای مثال، برای مقابله با تغییر اقلیم، او با تمرکز بر مصرف مخالف است و از حذف تدریجی زغال‌سنگ و پایان دادن به یارانه‌ها به صنایع آسیب‌رسان به محیط‌زیست حمایت می‌کند. او فردگراکردن این موضوعات را «ترفندی برای منحرف کردن توجه از مقصر بودن شرکت‌ها و مسئولیت‌های سیاسی» می‌خواند."
اهداف سیاسی لانگ شامل افزایش پرداخت‌ها، دستمزد بهتر برای مددکاران، محدودیت در استخدام پریکاریات و حمایت بیشتر از افرادی است که در مناطق روستایی زندگی می‌کنند. او از پذیرش پناهندگان اقلیمی حمایت می‌کند. به ویژه، او پیشنهاد می‌کند که شهروندی اتحادیه اروپا را به ساکنان کشورهای جزیره ای اقیانوس آرام که قلمرو آنها به شدت با افزایش سطح دریا تهدید می‌شود، ارائه دهند.